# Guy I de Baenst
Guy I de Baenst (ca. 1380 - 8 juli 1462) was een van de edellieden van het graafschap Vlaanderen.

## Levensloop
Guy I de Baenst was een van de zoons van Jan I de Baenst en Elisabeth Bave. Hij had als broers Jan II de Baenst, Antoine de Baenst en Olivier de Baenst.
Hij trouwde met Anna de Groote en ze hadden zes kinderen, onder wie Guy II de Baenst. Guy I bleef voornamelijk verbonden met Sluis en met het Vlaamse platteland.
Hij werd schepen en baljuw van Sluis.
De kinderen van Guy I trouwden in de  beste kringen, als volgt:
- Maria met de arts Jan de Wymer
- Jacquemine met Josse de Witte en vervolgens met Christoffel Triest (Gailliard geeft omgekeerde volgorde)
- Catharine met meester Lodewijk Dommesent, secretaris van de Raad van Vlaanderen
- Magdalena met Colaert d'Ault, hoveling bij de Bourgondiërs